# 2001 GO2
2001 GO2 est un petit astéroïde proche et co-orbital de la Terre. C'est astéroïde de type Apollon. Sa distance minimale d'intersection de l'orbite terrestre est de 0,003968 ua, il possède une orbite en fer à cheval par rapport à la Terre.

## Orbite
Avec une période orbitale de 368,95 jours, 2001 GO2 se trouve dans une résonance orbitale avec la Terre proche de 1:1, et son orbite autour du soleil est à peu près la même que la Terre. Contrairement à la plupart des astéroïdes proches de la Terre qui ne font que passer à sa proximité, il est temporairement capturé par la Terre lors de son passage. 
Cette capture abouti a une orbite hélicoïdale assez singulière (qu'on peut deviner sur l'animation de l'orbite relative au Soleil et à la Terre), il suit une orbite en forme de 8 avant d'être relâché sur son orbite classique autour du Soleil. 
Entre 1997 et 2005 environ 2001 GO2 a orbité autour de la Terre suivant ce modèle, étant au plus près de la Terre le 6 avril 2001. Il ne sera plus aussi proche avant 2092.
L'astéroïde a probablement une orbite en fer à cheval, mais cela n'a pas été prouvé parce que l'orbite a été déterminée à partir de seulement 5 jours d'observation. L'invariant de Tisserand utilisé pour distinguer différents types d'orbites, est 6,033.

## Illustrations de l'orbite
- Soleil
- Terre
- 2001 GO2

## Astéroïdes à orbites similaires
D'autres astéroïdes se déplacent selon ce modèle hélicoïdal. Certains sont rattrapés par la Terre et d'autres rattrapent la Terre, par exemple : 
- 2003 YN107 en 2003,
- 2002 AA29 en 2002,
- (164207) 2004 GU9 en 2004[1].